# Onthophagus simoni
Onthophagus simoni là một loài bọ cánh cứng trong họ Bọ hung (Scarabaeidae).